# 対数微分
数学、とくに微分積分学と複素解析学において、関数 f の対数微分あるいは対数導関数 (英: logarithmic derivative) は式
{\displaystyle {\frac {f'}{f}}}
によって定義される。ただし f′ は f の導関数である。直感的には、f における無限小相対変化である。つまり、f の現在の値によってスケールされた、f の無限小絶対変化すなわち f′。
f が実変数 x の関数 f(x) で真に正の実数値をとるとき、これは ln f, すなわち f の自然対数の導関数に等しい。これは連鎖律から直ちに従う。

## 基本的な性質
実の対数の多くの性質は、関数が正の実数に値を取らないときでさえ、対数導関数にも適用する。例えば、積の対数は因子の対数の和であるから、
{\displaystyle (\log uv)'=(\log u+\log v)'=(\log u)'+(\log v)'\!}
が成り立つ。そのため正の実数値関数に対して、積の対数微分は因子の対数微分の和である。しかし積の微分に対してはライプニッツの法則を使うこともでき、次を得る
{\displaystyle {\frac {(uv)'}{uv}}={\frac {u'v+uv'}{uv}}={\frac {u'}{u}}+{\frac {v'}{v}}.\!}
したがって、任意の関数に対して次のことが正しい。積の対数微分は因子の対数微分の和である（定義されているときは）。
これの系は関数の逆数の対数微分は関数の対数微分のマイナス1倍である：
{\displaystyle {\frac {(1/u)'}{1/u}}={\frac {-u'/u^{2}}{1/u}}=-{\frac {u'}{u}},\!}
ちょうど正の実数の逆数の対数は数の対数のマイナス1倍であるように。
より一般に、商の対数微分は被除数と除数の対数微分の差である：
{\displaystyle {\frac {(u/v)'}{u/v}}={\frac {(u'v-uv')/v^{2}}{u/v}}={\frac {u'}{u}}-{\frac {v'}{v}},\!}
ちょうど商の微分は非除数と除数の対数の差であるように。
別の方向に一般化して、（実定数の指数による）ベキの対数微分は、指数と、底の対数微分の積である：
{\displaystyle {\frac {(u^{k})'}{u^{k}}}={\frac {ku^{k-1}u'}{u^{k}}}=k{\frac {u'}{u}},\!}
ちょうどベキの対数は指数と底の対数の積であるように。
まとめると、微分と対数はともに積の法則、逆数の法則、商の法則、そしてベキの法則をもつ（list of logarithmic identities を比較せよ）。法則の各ペアは対数微分を通して関係している。

## 対数導関数を使った普通の導関数の計算
対数導関数は積の法則を要求する導関数の計算を簡単化できる。過程は次のようである： f(x) = u(x)v(x) とし f′(x) を計算したいとする。それを直接計算する代わりに、その対数微分を計算する。つまり、次を計算する：
{\displaystyle {\frac {f'}{f}}={\frac {u'}{u}}+{\frac {v'}{v}}.}
両辺に f をかけることによって f′ が計算できる：
{\displaystyle f'=f\left({\frac {u'}{u}}+{\frac {v'}{v}}\right).}
このテクニックは f がたくさんの数の因子の積であるときに非常に有用である。このテクニックによって f′ の計算が各因子の対数導関数を計算し、和を取り、f を掛けることによってできるようになる。

## 積分因子
対数導関数のアイデアは一階の微分方程式の積分因子手法と密接に関係している。作用素の言葉では、
{\displaystyle D=d/dx}
と書き M はある与えられた関数 G(x) による積の作用素を表す。すると
{\displaystyle M^{-1}DM}
は（積の法則によって）
{\displaystyle D+M^{*}}
と書くことができる、ただし {\displaystyle M^{*}} は今対数微分
{\displaystyle G'/G}
による積作用素を表す。実際的には
{\displaystyle D+F=L}
のような演算子が与えられ、f は与えられ関数 h について方程式
{\displaystyle L(h)=f}
を解きたい。するとこれは
{\displaystyle G'/G=F}
を解くことに帰着する。これは解として F の任意の不定積分によって
{\displaystyle \exp \left(\int F\right)}
をもつ。

## 複素解析
与えられたような公式はより広く適用できる。例えば f(z) が有理型関数であれば、f が零点でも極でもないすべての複素数値 z において意味をなす。さらに、零点や極において対数導関数は n ≠ 0 を整数として特別な場合
zn
の言葉で容易に分析できる方法で振る舞う。このとき対数導関数は
n/z;
であり次の一般的な結論を描くことができる。有理型関数 f に対して、f の対数微分の特異点はすべて一位の極であり、位数 n の零点から留数 n、位数 n の極から留数 −n。偏角の原理を見よ。この情報は周回積分でしばしば利用される。
ネヴァンリンナ理論の分野において、重要な補題は次のことを述べている。対数導関数の proximity function はもとの関数の Nevanlinna characteristic に関して小さい、例えば {\displaystyle m(r,h'/h)=S(r,h)=o(T(r,h))}。

## 乗法群
対数導関数の使用の背後には GL1 すなわち実数や他の体の乗法群についての2つの基本的な事実がある。微分作用素
{\displaystyle X{\frac {d}{dX}}}
は 'translation' （定数 a に対し X を aX で取りかえる）の下で不変量である。微分形式
dX/X
も同様に不変量である。したがって、GL1 への関数 F に対して、式
dF/F
は不変形式の引き戻しである。

## 例
- 指数関数的成長と指数関数的減衰は対数導関数が定数の過程である。
- 数理ファイナンスにおいて、ギリシャ文字（英語版） λ は underlying price に関して derivative price の対数導関数である。
- 数値解析において、条件数はインプットの相対変化に対するアウトプットの無限小相対変化であり、したがって対数導関数の比である。